# Lorenzo Mascheroni
Pour les articles homonymes, voir Mascheroni (homonymie).
L’abbé Lorenzo Mascheroni (13 mai 1750 à Bergame – 14 juillet 1800 à Paris) est un géomètre italien, député de la République cisalpine. Il enseigne les lettres avant de se tourner vers les mathématiques. Il démontre en 1797 que tout point du plan constructible à la règle et au compas (on ne peut évidemment tracer une ligne droite) l'est également au compas seul. Bonaparte, qui avait rencontré personnellement Mascheroni et possédait en tant qu'ancien élève de l'école de guerre de très bonnes connaissances mathématiques, s'était déclaré impressionné par ses travaux.
Dans l'ouvrage Adnotationes ad calculum integrale Euleri (1790), il a donné le calcul de décimales supplémentaires de la constante appelée constante d'Euler-Mascheroni.

## Biographie
Fils de Maria Ciribelli et de Paolo Mascheroni dell'Olmo, un riche agriculteur, on le destinait à une carrière ecclésiastique : après avoir étudié la poésie et le grec à Castagna puis à Pavie, il fut ordonné clerc à 17 ans et reçut la prêtrise à 24 ans. À partir de 1773 il se lança dans l'enseignement, assurant les cours de rhétorique au séminaire de Bergame puis au Collège marial, prestigieux institut du XVIe siècle, devenu depuis le lycée classique Sarpi. Peu après, il délaissa les spéculations abstraites de la philosophie scolastique et développa un intérêt passionné pour les sciences expérimentales et l'analyse mathématique. Peut-être cette conversion explique-t-elle son admission à l’Accademia degli Eccitati de Bergame le 3 septembre 1775. En 1778 il passe à l’enseignement de la philosophie, qui à l'époque comprenait la logique, la métaphysique et la physique. Le programme d'enseignement du Collegio Mariano fut profondément modernisé en 1784, surtout sous l'influence de Mascheroni, qui dès l'année précédente s'était fortement impliqué dans la controverse sur les nouveaux programmes didactiques avec les tenants des humanités traditionnelles. Avec cette réforme, Mascheroni devint conférencier de physique et physique expérimentale. Peu après il publia un traité mathématique fondamental sur la statique des voûtes.
En 1786 il fut nommé professeur d’algèbre et de géométrie à l'Université de Pavie, où il eut pour élèves Lazzaro Spallanzani et Alessandro Volta. Cette nomination, d'ailleurs, traduisait la reconnaissance de Mascheroni par les principaux savants des Lumières. De 1788 à 1791 il fut même président de l’Académie des Affidati de Pavie, tandis que de 1789 à 1793 il devenait aussi recteur de l’université. Compte tenu des distinctions que son mérite scientifique lui avait attiré en quelques années, il fut admis à l'Académie de Padoue et devint membre de l’Académie Royale de Mantoue, et de la Société Italienne des Sciences.
Il exerça également des fonctions politiques, élu en 1797 député de la République cisalpine, qui l'envoie à Paris en 1798, où il participe à la commission chargée d'établir la longueur définitive du mètre : car si depuis 1791 on avait convenu que la longueur de l'arc de méridien passant par Paris et les pôles devait définir 40 millions de mètres, pour définir précisément l'étalon de cette longueur, on avait entrepris des mesures géodésiques (dont la direction avait été confiée à Delambre) et le dépouillement nécessitait de nouveaux calculs. La commission conclut ses travaux le 10 décembre 1799, mais Mascheroni ne put retourner dans sa patrie à cause de l’occupation de Milan par les Autrichiens, et il mourut l'année suivante, après une brève maladie.

## Œuvres mathématiques

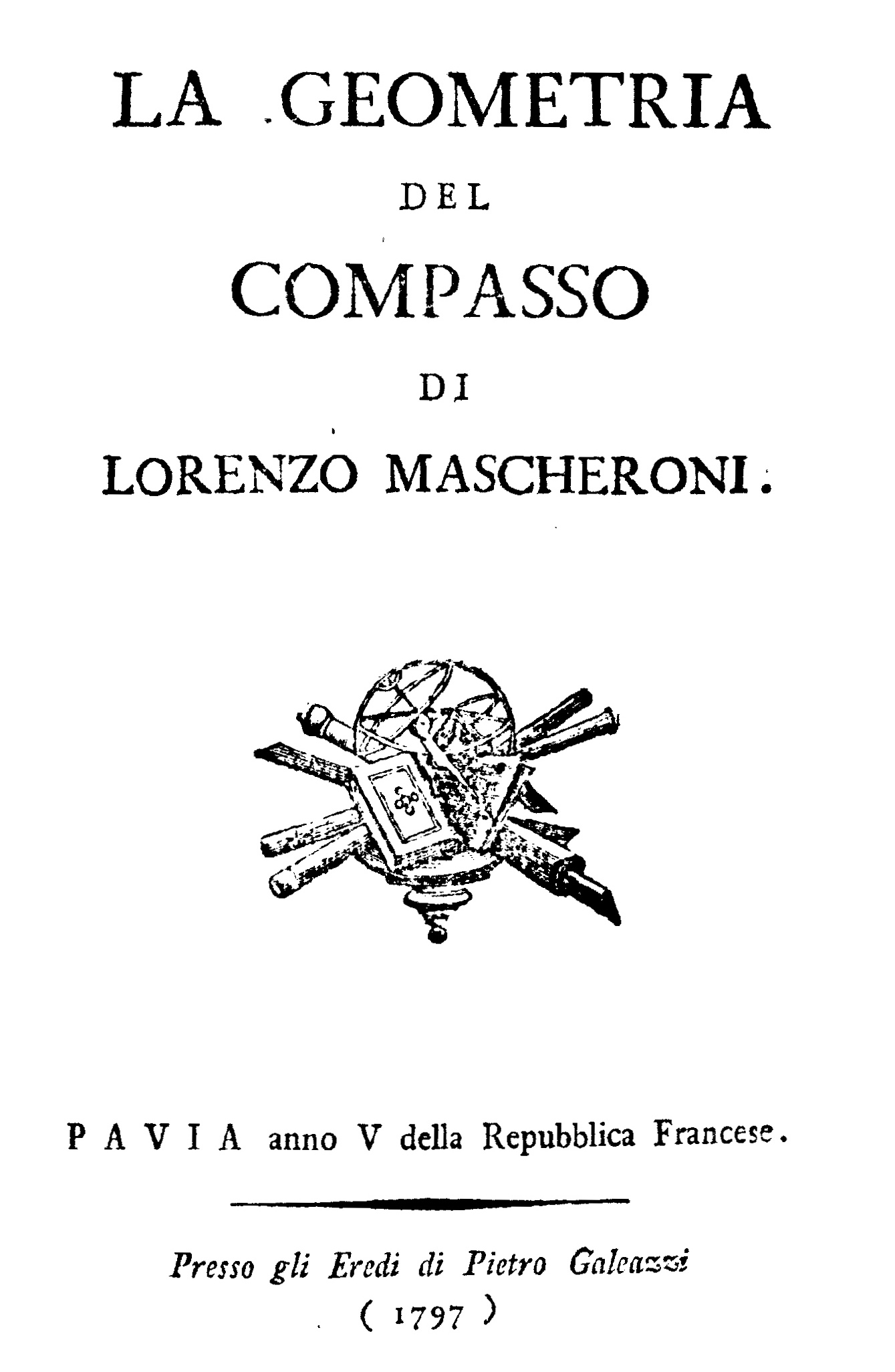
La geometria del compasso, 1797

La première œuvre publiée par Mascheroni fut son traité de statique intitulé Nuove ricerche su l'equilibrio delle volte, de 1785, qui permit de dimensionner la cathédrale de Pavie. En 1790, il publia ses Adnotationes ad calculum integrale Euleri où, entre autres calculs, il donne les 32 premières décimales de la constante d'Euler-Mascheroni, même si seules les 19 premières devaient s'avérer correctes (les 16 premières décimales avaient déjà été publiées par Euler en 1781). La constante d'Euler-Mascheroni intervient régulièrement en théorie des nombres et en analyse.
Mais son travail le plus connu est indubitablement la « Géométrie du compas » (Geometria del compasso, 1797), où il établit que toutes les constructions géométriques justiciables de la règle et du compas peuvent être effectuées avec l'aide du compas seul, pour peu que l'on convienne qu'une droite est déterminée une fois qu'on a construit deux de ses points (Théorème de Mohr-Mascheroni). Son approche consiste avant tout à montrer comment utiliser le compas seul pour 
- construire la bissectrice d'un arc de cercle,
- additionner et soustraire deux segments donnés,
- construire la quatrième proportionnelle de trois segments donnés,
- construire le point de concours de deux droites, et le point de concours d’une droite et d’un cercle donnés.

À partir de ces constructions élémentaires, Mascheroni démontre théoriquement comment toutes les constructions qu'on peut effectuer à l'aide de la règle et du compas, se composent de ces constructions élémentaires, et donc peuvent être faites à l'aide du compas seul.
Dans l'esprit des Lumières, il voyait dans ce travail, non pas un jeu de l'esprit, mais un moyen de faciliter les constructions graphiques avec des résultats plus précis.
La première démonstration de ce résultat n'est en vérité pas due à Mascheroni, mais à un mathématicien danois méconnu, Georg Mohr, qui l'a publiée dans son livre intitulé Euclides Danicus rédigé en 1672. On ne reconnut toutefois l'originalité de Mohr qu'en 1928, quand une copie du livre fut retrouvée par hasard. Les démonstrations des deux savants diffèrent l'une de l'autre ; et c'est pourquoi en pratique on continue de reconnaître la paternité de cette découverte au mathématicien bergamasque.

## Production littéraire
Mascheroni fut un poète de langue italienne et latine habile, même si en ce domaine la plupart de ses poèmes sont des compositions de circonstance : par exemple la Géometrie du Compas se conclut par une dédicace versifiée au premier consul Bonaparte.
Son œuvre poétique la plus célèbre reste L'invito di Dafni Orobiano a Lesbia Cidonia, une lettre en vers comportant 529 hendécasyllabes livrée à la publication en 1793, par laquelle le poète (alias « Daphné l’Orobiano ») invite la comtesse Paolina Secco Suardi Grismondi (alias « Lesbia Cidonia »!) à visiter les collections d'histoire naturelle et le cabinet scientifique de l'Athénée de Pavie. L’œuvre est représentative de l'esprit des Lumières de faire des connaissances scientifiques une composante de la culture en général. Le poème de Mascheroni, jugé par ses contemporains comme « les plus beaux vers donnés en ce siècle », ne connut pas moins de 500 rééditions entre 1793 et 1900. Une fois passé l'engouement pour les Lumières, il ne parut plus qu'en version tronquée comme un simple catalogue des collections du Musée de Pavie.
Le Musée d’Histoire Naturelle de Pavie, qui put voir le jour grâce à l'activité déployée par Spallanzani en 1771, à partir d'une première collection offerte par l'impératrice Marie-Thérèse d'Autriche, fut une réalisation de grande portée scientifique et culturelle, visitée par les savants, les princes et les aristocrates de toute l’Europe et par l'impératrice elle-même en 1784. La dotation annuelle pour l'enrichissement des collections passa de 1 200 lires en 1786 à 6 000 en 1794, et la diffusion dans toute l'Europe de l’Invito n’y était peut-être pas étrangère.

## Distinctions
Vincenzo Monti a composé un poème en tercets dantesques en cinq chants intitulé In morte di Lorenzo Mascheroni, imprimé de façon posthume à Capolago (Tipografia Elvetica, 1831 ; mais les trois premiers chants étaient déjà publiés en 1801). On dit même de ce poème qu'il est mascheronien et, comme bien des œuvres de Monti, il est demeuré inachevé. Le poète imagine Mascheroni dans les cieux aux côtés de Dante, Pétrarque, Galilée, etc. Mais lui recherche les âmes des principaux savants de son époque : Lazzaro Spallanzani, Giuseppe Parini, Pietro Verri, etc.
Le lycée technique de Bergame (Liceo Scientifico) porte le nom de Mascheroni.